# Rebeca López Martín
Rebeca López Martín (Roquetas de Mar, 15 de enero de 1992) es una jugadora de balonmano española que juega de central en el Rocasa Gran Canaria.

## Trayectoria
Jugadora polivalente, puede jugar en cualquier puesto de la primera línea y suele hacer incursiones en el pivote con éxito, lo que le da una versatilidad en su juego bastante importante. Fue una jugadora habitual en las selecciones españolas juveniles y júnior. 
Criada en las filas del Roquetas, jugó en la temporada 2010-11 cedida en el Monóvar Urbacasas (dónde coincidió con las hermanas López, Esperanza y Soledad) y el UCAM de Murcia de Pepe Salguero (tras, según el presidente del Monovar, Lino Gran, de un episodio de indisciplina). Después continuó en la élite española jugando dos temporadas en el FEVE Gijón.
Fichó en la temporada 2013–14 por el Aunis Handball francés, de la segunda división gala. Con el Aunis marcó 630 goles en 130 partidos. En sus últimos años tuvo que sufrir los problemas económicos del equipo que le llevó a tener dos descensos consecutivos y tuvo que demandar a su club para cobrar su sueldo.
Volvió a España tras siete años jugando en Francia para fichar por el Salud Tenerife de la mano, de nuevo, de Octavio Pérez y Pepe Salguero en la temporada 2020–21. En el mercado invernal de la temporada 2022-23 fichó por el Rocasa Gran Canaria para cubrir la baja por lesión de Almudena Rodríguez y, con el equipo canario, debutó en competición europea. A finales de la temporada 2023-24 anunció que no renovaba para la siguiente temporada pero acabó continuando un año más en la disciplina canaria.

### Clubes
- 2010–11:  Monóvar Urbacasas
- 2010–11:  UCAM de Murcia
- 2011–13:  FEVE Gijón
- 2013–20:  Aunis Handball
- 2020–23:  Balonmano Salud Tenerife
- 2023–24:  Rocasa Gran Canaria

## En internet
- Cuenta de x (antes twtitter) @REBECARRRLDM